# TPS (raper)
TPS, właściwie Wojciech Walkiewicz (ur. 17 października 1986 w Radomiu), znany również jako Tuptuś – polski raper. Członek zespołów ZDRPK, ZDR, Banda Unikat oraz kolektywu Ciemna Strefa. TPS współpracował ponadto z takimi wykonawcami jak: Boro, Tytuz, DDK RPK, Kali, Kizo, Rewiz, Kubi, Nietoperz, Nizioł, Syndykat, Wola i Peją.
21 kwietnia 2017 odbyła się premiera czwartego albumu pt. Obraz jak żywy. Płyta była promowana singlem „Uwolnij mnie” do którego powstał teledysk.

## Wybrana dyskografia
Albumy studyjne
| Rok                        | Album                                                                                    | Pozycja na liście | Sprzedaż       | Certyfikat         |
| Rok                        | Album                                                                                    | POL               | Sprzedaż       | Certyfikat         |
| -------------------------- | ---------------------------------------------------------------------------------------- | ----------------- | -------------- | ------------------ |
| 2009                       | Trzeba pomagać swoim - Data: 2009 - Wydawca: P1Studio                                    | –                 |                |                    |
| 2015                       | Wielokrotnie karany - Data: 30 października 2015 - Wydawca: MC Records                   | 15                | - POL: 15 000+ | - POL: złota płyta |
| 2016                       | Tylko i wyłącznie - Data: 29 lipca 2016 - Wydawca: MC Records                            | 4                 | - POL: 15 000+ | - POL: złota płyta |
| 2017                       | Obraz jak żywy - Data wydania: 21 kwietnia 2017 - Wydawca: MC Records                    | 6                 | - POL: 15 000+ | - POL: złota płyta |
| 2017                       | Cisza przed burzą (oraz Dack) - Data wydania: 27 października 2017 - Wydawca: MC Records | 3                 |                |                    |
| 2018                       | Ciemność (oraz Dack) - Data wydania: 16 marca 2018 - Wydawca: TIW Music                  | 6                 |                |                    |
| 2018                       | Tuptuś inaczej Wojtek - Data wydania: 7 września 2018 - Wydawca: TIW Music               | 4                 |                |                    |
| 2019                       | Hurt - Data wydania: 24 maja 2019 - Wydawca: TIW Music                                   | 4                 |                |                    |
| 2019                       | Dzieci nadziei (oraz Dack) - Data wydania: 25 października 2019 - Wydawca: TIW Music     | 5                 |                |                    |
| 2020                       | Selfmade - Data wydania: 26 czerwca 2020 - Wydawca: TIW Music                            | 1                 | - POL: 15 000+ | - POL: złota płyta |
| 2021                       | Wandale (oraz Ziomuś) - Data wydania: 26 marca 2021 - Wydawca: TIW Music                 | 3                 |                |                    |
| 2022                       | Na żywo - Data wydania: 28 stycznia 2022 - Wydawca: TIW Music                            | 1                 |                |                    |
| 2022                       | Priorytet (oraz Kafar) - Data wydania: 9 grudnia 2022 - Wydawca: TIW Music               | 18                |                |                    |
| 2024                       | Tuptuś i Wieszak (oraz Wieszak ZdR) - Data wydania: 5 lipca 2024 - Wydawca: TIW Music    | 3                 |                |                    |
| „–” album nie był notowany |                                                                                          |                   |                |                    |

Single
| Rok  | Tytuł                          | Certyfikat             | Album               |
| ---- | ------------------------------ | ---------------------- | ------------------- |
| 2015 | „Cisza”                        | - POL: platynowa płyta | Wielokrotnie karany |
| 2015 | „Nie wierzę”                   | - POL: złota płyta     | Wielokrotnie karany |
| 2015 | „Wielokrotnie karany”          | - POL: złota płyta     | Wielokrotnie karany |
| 2017 | „Za to, że jesteś” (oraz Dack) | - POL: złota płyta     | Cisza przed burzą   |

Inne
| Rok  | Utwór | Album                                       | Źródło |
| ---- | --- | ------------------------------------------- | ------ |
| 2011 | „Codzienność” (gościnnie: TPS, Martin JSP) „W dobrą stronę” (gościnnie: Grabson, Miejski Sort, TPS, Suhy ENKATE, Arturo, Dawidzior, HDS, Bonus RPK) | Słowo dla ludzi cz.2: codzienność – DDK RPK | [ 31 ] |
| 2011 | „Skończ pierdolić” (gościnnie: HDS, TPS) „Skończ pierdolić (Remix)” (gościnnie: HDS, TPS)                                                           | 50/50 – Kali                                | [ 32 ] |
| 2014 | „Nowe czasy” (gościnnie: Miku, TPS) | Pretekst – Nizioł                           | [ 33 ] |
| 2015 | „To co” (gościnnie: Kaczy, TPS) | Syndykator – Syndykat                       | [ 34 ] |
| 2015 | „Jestem marze żyje” (gościnnie: TPS) | Gry wszystkich miast – Miejski Sort         | [ 35 ] |
| 2016 | „Streetholix” (gościnnie: TPS) | Ambaras – Małach, Rufuz                     | [ 36 ] |
| 2016 | „Jak się nie ma co się lubi” (gościnnie: TPS, Murzyn ZDR)                                                                                           | Krew za krew – Dixon37                      | [ 37 ] |
| 2017 | „Kasa” (gościnnie: TPS) | Ja to hip hop – Rest, Dudek P56             | [ 38 ] |

## Teledyski
| Rok  | Tytuł                                      | Reżyseria / Realizacja | Album                 | Źródło |
| ---- | ------------------------------------------ | ---------------------- | --------------------- | ------ |
| 2015 | „Cisza”                                    | Ignac Myśliwiec        | Wielokrotnie karany   | [ 39 ] |
| 2015 | „Nie wierzę”                               | Cherry Rec             | Wielokrotnie karany   | [ 40 ] |
| 2015 | „Na tym łez padole”                        | SześcianStudio         | Wielokrotnie karany   | [ 41 ] |
| 2015 | „Wielokrotnie karany” (gościnnie: Murzyn)  | 9Liter Filmy           | Wielokrotnie karany   | [ 42 ] |
| 2016 | „Drogi przyjacielu” (gościnnie: Szkodnik)  | 9Liter Filmy           | Tylko i wyłącznie     | [ 43 ] |
| 2016 | „Tu i teraz” (gościnnie: Miejski Sort)     | The Backstage Videos   | Tylko i wyłącznie     | [ 44 ] |
| 2016 | „Wiem co mówię” (gościnnie: Konflikt, Iga) | The Backstage Videos   | Tylko i wyłącznie     | [ 45 ] |
| 2017 | „Uwolnij mnie” (gościnnie: DCrew)          | Bart Lenski            | Obraz jak żywy        | [ 46 ] |
| 2018 | „Gra nie zabawa”                           | Bart Lenski            | Tuptuś inaczej Wojtek | [ 47 ] |
| 2018 | „SLIMFAST”                                 | JacenuSSDI             | Tuptuś inaczej Wojtek | [ 48 ] |
| 2018 | „Czy jeszcze trzeba oddać?”                | JacenuSSDI             | Tuptuś inaczej Wojtek | [ 49 ] |
| 2018 | „Podwójnie” (gościnnie: Kubi, Seraf)       | JacenuSSDI             | Tuptuś inaczej Wojtek | [ 50 ] |
| 2018 | „Spokojnie” (gościnnie: Z.B.U.K.U, Dack)   | 9Liter Filmy           | Tuptuś inaczej Wojtek | [ 51 ] |